# Onitis humerosus
Onitis humerosus là một loài bọ cánh cứng trong họ Bọ hung (Scarabaeidae).

## Hình ảnh

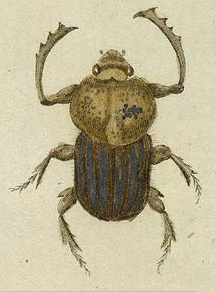